# 華盛頓縣 (肯塔基州)
華盛頓縣（英語：Washington County）是美國肯塔基州外藍草地區的一個縣。面積781平方公里。根據美國2000年人口普查，共有人口10,916。縣治春田。
成立於1792年，縣名紀念首任總統喬治·華盛頓。